# WATER BOYS
『WATER BOYS』（ウォーターボーイズ）は、映画『ウォーターボーイズ』を元に制作されたテレビドラマ。2003年7月1日から9月9日まで毎週火曜日21:00 - 21:54にフジテレビ系で放送された。主演は山田孝之。全11回。初回は10分、最終回は15分拡大。平均視聴率16.0%。

## 概要
舞台は、映画版から2年後の同じ唯野高校水泳部。映画版に登場した水泳部シンクロ同好会の顧問・佐久間恵、水泳部のOB・佐藤勝正、磯村、オカマバーのママ、杉田教諭、尾崎校長などが映画版と同役の役者で引き続き出演している。初回及び最終回には、主題歌「虹」を歌っている福山雅治がラジオパーソナリティ役で声の出演。2003年には、メイキングと未公開シーンを合わせた特別番組が放送された。
翌年2004年から『WATER BOYS2』が放送されるが、舞台や出演者は異なり、直接的にはストーリーの関連性はない（映画版の登場人物でる早乙女聖が登場するので、本作から完全に独立した世界観で描かれているわけではない）。ただし、劇中曲と主題歌を同じ人物が担当するなどの共通点もある。

## ストーリー
シンクロに憧れ唯野高校水泳部に入部した進藤勘九郎（山田孝之）が高校最後の学園祭のシンクロ公演でリーダーに選ばれた。そこに、同じくシンクロに憧れている立松憲男（森山未來）が転校してくるも、シンクロ公演が突如中止されることに。さまざまな壁を乗り越えて夢のシンクロ公演実現へと向かってゆく。

## 登場人物

### ウォーターボーイズ
進藤勘九郎（しんどう かんくろう）（演：山田孝之）
シンクロ同好会のリーダー。5人の中で一番内気ではあるが、なかなかのアイデアマンでもある。ただし学校での成績は著しく悪く、模試の結果では「どの大学にも入れない」と記載されていた。5人の中では唯一の水泳部出身者。2年前（映画版の頃）のシンクロを安田と一緒に見てからシンクロに憧れを抱いたが、前年の文化祭のシンクロでは本番直前に緊張のあまり腹を下し、参加できなくなってしまった。元々引っ込み思案な性格で、当初は消極的な言動が多く頼りなかったが、シンクロに掛ける情熱や仲間に対する思いやりは人一倍強く、様々な出来事を乗り越えるうちに人望を集めていく。響子に憧れていたものの、次第に何かと世話を焼いてくる幼馴染の麻子が気になる存在に。
立松憲男（たてまつ のりお）（演：森山未來）
転校生。シンクロ同好会の中では、一番のムードメーカーで盛り上げ役。唯野高校のシンクロに憧れ、シンクロをやるために転校してきたという情熱を持つ。フットワークが軽く行動力に優れており、思ったことをすぐ実行に移すため、当初は強引なやり方で進藤を振り回すこともあった。進路を強制する父親と折り合いが悪く、家出同然の状態で親戚の家に居候している。根は優しく母親想いで、父親にも自分の生き方を認めて欲しいと思っている。母親が病気で入院した際、自責の念から一時シンクロ同好会を抜けるが、後に復帰。普段はおちゃらけており、試験中にも堂々と居眠りをするが学年トップの好成績の持ち主。
田中昌俊（たなか まさとし）（演：瑛太）
生徒会長。シンクロ同好会の中では頭脳派である。校内での試験結果ではこれまで毎回1位だったが、立松の転入後は2位に転落する。最初はシンクロ同好会を遊びと言って見下していたが、自身のミスから進藤らに盗難の濡れ衣を着せてしまい、その償いとして同好会に参加することに。理路整然と意見を述べることができ、ブレーン的な役割を担う必要不可欠な存在。しかし、シンクロに集中したことで模試の結果が急落。そのショックからシンクロと学業の狭間で揺れ動くが、仲間と最高の時間を過ごしたいという思いから両立させていく事を決意。ちなみに自宅は医院である。
スペシャルドラマ『WATER BOYS 2005夏』の主人公。
高原剛（たかはら ごう）（演：石垣佑磨）
シンクロ同好会の中で唯一、水に顔を付けることも苦手というスイマーにとって致命的なカナヅチであった。暴力事件がきっかけで留年した為、彼だけが1つ年上で、他のメンバーからは「高原さん」と呼ばれることが多い。格闘技が得意で腕力も強く、常に体を鍛える肉体派だが、自宅がピアノ教室のためにピアノも弾ける。シンクロメンバーでは一番硬派だが、虫が苦手で天然な面もある。後に懸命な練習や仲間の協力を得て泳げるようになった。物語序盤では殆どしゃべらなかったが、回を追うごとに口数が増えるようになる。人付き合いが苦手だが、内心では人の輪に入りたいと思っている。
石塚太（いしづか ふとし）（演：石井智也）
常時お菓子を所持しているぽっちゃり系で、「子豚」と呼ばれる。太っている事を気にしてはいるが、ダイエットをする気はないらしい。溺れた高原を助けた際に見事な泳ぎを見せたことで同好会に誘われるが、当初は卑屈な言動が多く勧誘を拒否していた。進藤たちの熱意に触れ、自身を変えるためメンバーに参加した。基本的に気弱だが、ノリやすい性格でお調子者な一面も。桜木女子の生徒を盗撮するなどシンクロ同好会で一番のスケベである。入学以来追試や補習を繰り返し、教頭に留年をほのめかされるなど成績は勘九郎以下。体型に似合わず動きは俊敏で泳ぎの他にダンスも得意である。あつみに惚れていたが、彼氏がいる事を告げられ失恋する。
その他のウォーターボーイズ
- 安田孝（やすだ たかし）：田中圭 - おっとりした性格で事なかれ主義であり、シンクロ同好会に参加しようと思っていたが、父や周囲の反対で一度は大学進学の為にシンクロを断念。その甲斐あってか成績が大きく向上し。また、シンクロ部に対しても署名運動に協力する等で父にも情熱を認められ、最後のメンバーとして加入した。
- 陽太：藤澤陽介 - トビウオ三兄弟長男。
- 優太：荒川優 - トビウオ三兄弟次男。
- 康太：加藤康起 - トビウオ三兄弟三男。
- 北嶋大地：片山怜雄 - 水泳部キャプテン。かつては学園祭シンクロに対してやる気だったが、自粛が決定した際にはそれを受け入れる現実主義なところがある。
- 前畑：野崎天馬
- 千葉：北条隆博
- 岩崎：塩澤英真
- 長崎：伊阪達也
- 浜中：浜田ヒロユキ
- 安藤：安部篤史
- 江森：江畑浩規
- 星山：星野源
- 辻：辻本祐樹
- 陣内：陣副光祥

- 脇田：脇崎智史
- 泉：平泉陽太
- 一條：一太郎
- 近江：近田慎太郎
- 竹原：竹内太陽
- 川島：川本貴則
- 関口：関田敦
- 日野：日向崇
- 七波：並木伸之（オール成増） - 生徒会副会長
- 鷲津：鷲頭功学（オール成増） - 生徒会書記
- 新村：新晋一郎
- 兼光：兼原良太郎

### 桜木女子高校
- 大西麻子：宮地真緒 - ヒロイン。勘九郎の幼馴染で、陰に日向にシンクロ同好会の活動を応援する。学園祭実行委員を務める。勘九郎とは互いに好意を抱いているが、素直になれずにいる。絵を描くのが得意で美大進学を目指している。
- 花村響子：香椎由宇 - 麻子の友人で勘九郎や田中の憧れの人。学園祭実行委員を務める。多くの男子からもてているが、その好意に気付かない鈍いところも。料理の腕前は酷い。勘九郎とは当初相思相愛だったが、後に田中と交際することになる。
- 早川あつみ：相武紗季 - 女子シンクロ選手で勘九郎たちにシンクロを厳しく指導する。その一方で、ジュニアオリンピック選考会で落選となり、シンクロを辞めようとするが、石塚の説得により思い直し、翌日謝罪した。
- 絵梨：竹村愛美 、奈美：桜川博子 - 学園祭実行委員のメンバー。グループデートをきっかけに石塚と仲良くなり、最終話では二人で石塚に黄色い声援を飛ばしていた。

### 家族
- 進藤勘一：浅野和之 - 勘九郎の父。唯野市役所観光課に勤めている。勘九郎の良き理解者であり、終始勘九郎を優しく見守る。
- 進藤美和子：高橋ひとみ - 勘九郎の母。唯野市教育委員会の課長を務め、当初から勘九郎には厳しく接しており、シンクロ活動にも反対していたが後に応援する立場に回った。
- 進藤仁美：碇由貴子 - 勘九郎の妹。生意気でませた小学生。憲男に好意を抱いている。
- 立松憲介：平泉成 - 憲男の父。立松建設の社長で県議会議員でもある。憲男を後継者にしようと考えており、それに従わない憲男と衝突する。
- 立松尚子：山本道子 - 憲男の母。憲男のやりたいようにさせてやりたいと思っている。
- 石塚の父：鈴木弘明（第4話）→大塚ノボル（第9話）
- 石塚の母：粕谷直子
- 田中の母：平辻朝子（声のみ）

### 教師
- 尾崎：谷啓 - 唯野高校校長。穏やかな性格で、陰ながらシンクロ同好会を応援している。
- 山岡：布施明 - 唯野高校教頭。シンクロ公演には断固反対だったが、生徒や市民の熱意により、最終的には公演を挙行する事となる。
- 杉田：杉本哲太 - 水泳部顧問。体育教師。佐久間の産休後はシンクロ同好会の顧問も務め、さりげなく進藤たちの味方をする。
- 佐久間恵：眞鍋かをり - 水泳部顧問。国語教師。シンクロ推進派で同好会の顧問を買って出るが、映画に続いてまたも産休に。
- 小野川静香：菊池麻衣子 - 進路指導・生徒会担当。数学教師。ややヒステリックで、シンクロ同好会に厳しい態度で接するが、後に応援するように。

### 喫茶ともしび
- ママ：柄本明 - 「ともしび」のママ。立松憲介（憲男の父）とは高校の同級生で、実はママの初恋の相手（最終話より）
- チィママ：徳井優 - 「ともしび」のチィママ。石塚のようなぽっちゃり系が好み。
- 磯村清正：八嶋智人 - 「ともしび」の店員。借金のカタにタダ働きさせられている。
- 磯村（兄）：竹中直人 - 清正の兄。借金を清正に押し付けて逃げる。

### その他
- 佐藤勝正：玉木宏 - 水泳部のOBで二浪中。主婦に水中エアロビを教えるアルバイトをしている。後輩達には協力的なものの空回りしてばかりであったが、最終話で意外な大活躍を果たした。
- 伊藤：岸博之 - 憲男の下宿先の牛乳屋「伊藤商店」店主。
- 美紀：藤村ちか - 佐久間の大学の後輩。
- 真希：永田めぐみ - 佐久間の大学の後輩。
- 由貴：竹内のぞみ - 佐久間の大学の後輩。
- 小野川の父：笠原鉄郎
- 小野川の母：大石美枝子
- 唯野市長：山田明郷
- 唯野市教育委員長：窪園純一
- 唯野市議会議員：沼崎悠
- 権田原：不破央 - ライフセイバー。
- 南村：北村栄基 - ライフセイバー。
- 夏期講習の講師：飯田基祐
- 溺れている小学生：成田翔吾
- 通りすがりのお婆ちゃん：久保田洋子
- 通りすがりの幼児：武井証
- 新田：倉貫匡弘 - あつみの彼氏。
- 女性キャスター：西田尚美
- 宝石店店員：江口のりこ
- ラジオDJ：福山雅治（声の出演、第1話・最終話、ノンクレジット）

## スタッフ
- 原作：矢口史靖
- 脚本：橋本裕志、中谷まゆみ
- 音楽：佐藤直紀
- 主題歌：福山雅治「虹」（ユニバーサルミュージック）
- 企画：金井卓也、関口大輔（当時フジテレビ映画制作部。映画版プロデューサー）
- プロデューサー：船津浩一、柳川由起子（共同テレビ）
- 演出：佐藤祐市、村上正典、髙橋伸之（いずれも共同テレビ・高橋は当時）
- シンクロ水泳指導：不破央、北村栄基（映画のボーイズのひとり）
- ダンス振付：八反田リコ
- スケジュール：吉田使憲
- 広報：清野真紀

## シンクロで使用された曲
- Misirlou（ディック・デイル&ヒズ・デルトーンズ）
- シュガー・ベイビー・ラヴ（ルベッツ）
- シェリーに口づけ（ミッシェル・ポルナレフ）、TBS系2004年春クールの木曜ドラマ「新しい風」のイメージソング。
- 狙いうち（山本リンダ）
- ジンギスカン（ジンギスカン）
- ♡桃色片想い♡（松浦亜弥）
- 天国と地獄（ジャック・オッフェンバック）
- 虹（福山雅治）
- シンクロBom-Ba-Ye ～WATER BOYS～ (佐藤直紀)

ただし、DVD版ではMisirlou・シェリーに口づけ・ジンギスカンの3曲が差し替えられている。

## 主なロケ地
- 山梨県
  - 甲斐市（旧中巨摩郡竜王町）
  - 韮崎市
  - 南アルプス市
  - 甲府市
  - 中巨摩郡昭和町
  - 北杜市（旧北巨摩郡須玉町・白州町）
- 長野県
  - 長野市
- 神奈川県
  - 相模原市（旧津久井郡藤野町）
- 千葉県
  - 匝瑳市（旧匝瑳郡野栄町）

## 放送日程
| 放送回                                            | 放送日  | サブタイトル               | 脚本       | 演出     | 視聴率 |
| ------------------------------------------------- | ------- | -------------------------- | ---------- | -------- | ------ |
| 第1話                                             | 7月01日 | 男のシンクロ!?             | 橋本裕志   | 佐藤祐市 | 17.9%  |
| 第2話                                             | 7月08日 | シンクロ危うし!?           | 橋本裕志   | 佐藤祐市 | 13.6%  |
| 第3話                                             | 7月15日 | 祝結成! シンクロ同好会     | 橋本裕志   | 村上正典 | 16.4%  |
| 第4話                                             | 7月22日 | シンクロ公演決行           | 橋本裕志   | 佐藤祐市 | 16.4%  |
| 第5話                                             | 7月29日 | シンクロ夏合宿!            | 中谷まゆみ | 髙橋伸之 | 17.1%  |
| 第6話                                             | 8月05日 | 涙のインターハイ           | 橋本裕志   | 村上正典 | 14.5%  |
| 第7話                                             | 8月12日 | シンクロへの想い           | 中谷まゆみ | 佐藤祐市 | 14.4%  |
| 第8話                                             | 8月19日 | 夏だ! 海だ! サメ男だ!      | 橋本裕志   | 髙橋伸之 | 14.6%  |
| 第9話                                             | 8月26日 | 解散なんかしない           | 中谷まゆみ | 村上正典 | 16.7%  |
| 第10話                                            | 9月02日 | 32人が起こす奇跡           | 橋本裕志   | 村上正典 | 15.5%  |
| 最終話                                            | 9月09日 | 男のシンクロ公演 最高の涙! | 橋本裕志   | 佐藤祐市 | 19.2%  |
| 平均視聴率・16.0%（ビデオリサーチ調べ・関東地区） |         |                            |            |          |        |

## エピソード
- このドラマには、NTTドコモがスポンサーだったにもかかわらず、携帯電話が一切登場しない。当時、森山未來がJ-PHONEの携帯電話のCMに出演していた。
- 石塚太役の石井智也は、「お菓子が大好きでぽっちゃり」した高校生役を演じるため、役作りのために太った。
- ウォーターボーイズメンバーの一人を演じた平泉陽太は、立松憲男の父親役の平泉成の息子。しかしドラマ上での共演はなかった。